# 封閉城市

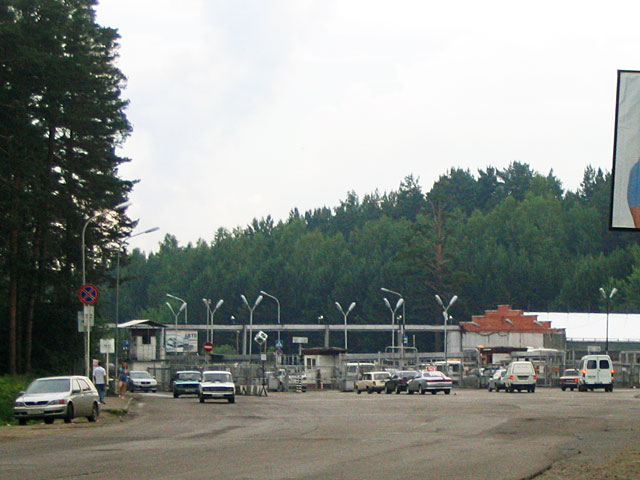
俄羅斯托木斯克州謝韋爾斯克的檢查哨，需要證件才能進入該城市

封閉城市或封閉城鎮（英語：closed city, closed town）是指對旅遊及居住進行限制的居住區，必須取得特別許可才能造訪及過夜，大多數封閉城市位於前苏联，稱為保密行政區，屬於前蘇聯的一种特别行政区划，目前俄罗斯联邦还有42个（另有15個被認為可能存在，但並未公開）。
这些行政区划是主要军事工业的科研、生产所在地，一般來說蘇聯直接將整個城市關閉，同時在苏联时期更是作为秘密行政区，在地图上甚至不标示、不对社会公开。通信方式是附近的大城市再加上邮编。如：车里雅宾斯克-50，意思是车里雅宾斯克市的第50号信箱。首个保密行政区是下诺夫哥罗德州的萨罗夫，建立于二战结束后的1946年，是苏联实验物理科学研究院的所在地，苏联的原子弹和氢弹均诞生于此。（该城已于1995年结束保密行政区地位。）苏联时代的另一类限制本国公民前往的行政区，分布在边境沿线，如加里宁格勒、萨雷马岛、希乌马岛等等。这类行政区对外不保密，可以在地圖上查到，只是本国公民前往需要在政府机构申办通行证件，外國人則禁止訪問。
苏联解体后，俄罗斯继承了大部分保密行政区。1990年代初期，俄罗斯联邦陆续把这些保密行政區的存在解密，改为封闭行政区（俄語：закрытые административно-территориальные образования，羅馬化：zakrytye administrativno-territorial'nye obrazovaniya，简称：ZATO），即公开承认这些行政区的存在，在地图上可以表示，但是对外国人甚至俄罗斯本国公民有访问限制。
過往为保证这些地区的正常运转，曾提供大量補貼，俄罗斯于1992年制定了《保密行政区法》。由于蘇聯的軍事需求不復存在，俄罗斯這些城市的经济一度濒临崩溃，各保密行政区的生活也从苏联时代衣食无忧一落成为贫困地区。为提升当地经济，俄罗斯于1998年再修改了《保密行政区法》，给与保密行政区大量税收优惠，以吸引投资。但是这也导致大量企业在保密行政区内设立空头公司以逃避税收。

## 俄羅斯保密的行政区列表
俄罗斯有44个得到公开承认的保密行政区，共计有150万居民。其中的75%是由俄罗斯联邦国防部管辖；其余由俄羅斯國家原子能公司管辖。此外，还有15个保密行政区其名字和位置至今没有公开。
- 齐奥尔科夫斯基（阿穆尔州）：从1969年-1994年，是为附近洲际导弹基地服务的生活区，称作“斯沃博德内-18”，位于斯沃博德内城区以北50千米。
- 米尔内（阿尔汉格尔斯克州）：普列谢茨克航天发射场的生活区。
- 兹纳缅斯克（阿斯特拉罕州）：1948年-1992年的名称是“卡普斯京亚尔-1”，位于卡普斯京亚尔导弹射击场的中央。
- 梅日戈里耶（巴什科尔托斯坦共和国）： 1979年建立，称作“乌法-105”、“别洛列茨克-16”。
- 奥焦尔斯克（车里雅宾斯克州）：1945年建立，称为“车里雅宾斯克-40”；1954年设市，1966年后称为“车里雅宾斯克-65”，1994年改称现名。有一座钚生产厂，现在作为反应堆乏核燃料的后处理厂，并生产商用放射性同位素。1957年发生了严重的克什特姆核事故（克什特姆是紧邻的一个公开的大型居民点，以此命名不出现在公开地图上的保密行政区发生的生产事故）。
- 斯涅任斯克（车里雅宾斯克州）：1957年建立，称为“车里雅宾斯克-70”，1991年改现名；是俄罗斯两大核科研中心之一，设有“全俄罗斯技术物理科学研究中心—联邦核中心”。
- 三山城（车里雅宾斯克州）：1952年建立，称为“兹拉托乌斯特-36”。生产核反应堆部件。
- 维柳钦斯克（堪察加边疆区）：1968年建立，1970年开始称“堪察加彼得罗巴甫洛夫斯克-50”，1994年改以附近的火山命名；是海军基地的生活区。
- 泽列诺戈尔斯克（克拉斯诺亚尔斯克边疆区）：1956年建立，称作“克拉斯诺亚尔斯克-45”直至1992年改现名；设有铀浓缩厂。
- 诺里尔斯克：镍工业城市，从2001年开始，不再对外国人开放。
- 热列兹诺戈尔斯克 (克拉斯诺亚尔斯克边疆区)：1950年建立，称作“克拉斯诺亚尔斯克-26”直至1992年改现名。设有军用钚生产厂，具有核废料后处理能力，还有人造卫星制造厂，GLONASS即在此制造。
- 迪克森 (克拉斯诺亚尔斯克边疆区)是北冰洋港口，不对外国人开放。
- 索斯诺维博尔（列宁格勒州）：1958年建立，1961年开始处理、存放核废料。此外，还建有列宁格勒核电站、海军的核反应堆开发测试企业、核工业建设公司、光学仪器厂等等。
- 克拉斯诺兹纳缅斯克（莫斯科州）：1981年-1994年称作“戈利齐诺-2”，是苏联的军事航天卫星指挥控制中心。
- 星城：以前称“晓尔科沃-14”，设有加加林宇航员培训中心。
- 弗拉西卡 (莫斯科州)（英语：Vlasikha, Moscow Oblast）：以前称“军事小镇#22/1”，设有苏联战略火箭军作战指挥中心。
- 亚历山德罗夫斯克 (摩尔曼斯克州)（英语：Alexandrovsk, Murmansk Oblast）：2008年5月28日设立。
- 奥斯特罗夫诺伊（摩尔曼斯克州）：北方舰队的重要基地。
- 北莫尔斯克（摩尔曼斯克州）：北方舰队的重要基地。
- 扎奥焦尔斯克（摩尔曼斯克州）：北方舰队的重要基地。
- 萨罗夫（下诺夫哥罗德州）：1946年，“全苏实验物理科学研究所”在此建立，从事核武器的设计工作。当时此地称作“阿尔扎马斯-75”，不久改称“阿尔扎马斯-16”，设有核武器博物馆，来访的社会公众可以参观；1995年改现名。
- 扎列奇内 (奔萨州)：1962年-1992年称作“奔萨-19”，制造核武器部件，还有软件工业、电子工业。
- 大卡缅（滨海边疆区）：太平洋舰队海军基地。
- 福基诺 (滨海边疆区)：太平洋舰队海军基地。
- 希哈内（萨拉托夫州）：军队的化学武器与防护的研究试验基地，设有放射与化学防护研究所、放射与化学防护第1机动旅、防化侦察团、化学实验场、军医院等。过去称作“沃利斯克-17”（生活区）、“沃利斯克-18”（军事基地）。自1997年，不再对外开放。
- 列斯诺伊 (斯维尔德洛夫斯克州)：1947年建立“418工厂”，从事高浓缩铀的生产，以及核武器总装。从1954年-1992年，称“斯维尔德洛夫斯克-45”。
- 新乌拉尔斯克（斯维尔德洛夫斯克州）：设有铀浓缩与离心机制造企业，苏联最重要的武器级高浓缩铀生产厂。1967年建立了乌拉尔汽车发动机厂；1994年前称作“斯维尔德洛夫斯克-44”。
- 谢韦尔斯克（托木斯克州）：设有一批生产钚的反应堆、后处理厂。1954年-1992年称作“托木斯克-7”。1993年4月6日，发生了储存箱爆炸，放射性气体释放的核事故。2003年，根据美俄政府间协议，关闭了该地最后两座生产钚的反应堆。
- 拉杜日内 (弗拉基米尔州)：1971年设立，有军事工业设计局。1977年-1992年称作“弗拉基米尔-30”。

## 前蘇聯加盟共和國的保密行政區
蘇聯時期保密行政區不止設置在俄羅斯，還會在其他的加盟共和國建立。

### 亞塞拜然保密行政區
- 蓋貝萊：過去名稱為「蓋貝萊-2」，彈道導彈預警系統Daryal坐落於此（歸蘇聯第428獨立預警系統技術單位管轄，部隊編號30765）；雷達於2012年停止運作。[1]

### 德聶斯特河沿岸摩爾達維亞共和國
現存的保密行政區：
- 科巴斯納村（Колбасна）: 近衛第14集團軍（1995年解散）的彈藥倉庫。

### 白俄羅斯保密行政區
- 維列伊卡：俄羅斯海軍第43通訊中心所在地。
- 甘采維奇：俄羅斯太空軍的甘采維奇雷達站，配有彈道導彈預警系統「伏爾加」。
- 濱海鎮：過去名稱為「戈梅利-30」，前導彈軍事城鎮，現在是女性勞改營IK-14。
- 科洛索沃鎮（斯托爾布齊區）：過去名稱為「斯托爾布齊-2」，前軍事城鎮，蘇聯第25戰略火箭軍倉庫，部隊編號25819。現在是村委員會的中心。
- 波斯塔維：蘇聯戰略火箭軍第32導彈師總部及導彈師下轄的第346導彈團，部隊編號14153。

### 乌克兰保密行政区
乌克兰有11个保密行政区。其中的塞瓦斯托波尔与工业城市第聂伯罗彼得罗夫斯克都是禁止外国人到访，但是苏联公民可以自由进入。
- 別列戈沃（外喀爾巴阡州）：蘇聯「第聶伯克」反彈道導彈預警雷達系統坐落於皮斯特里亞洛沃及穆卡切沃。
- 馬卡洛夫-1（靠近日托米爾區白克里尼察）：前蘇聯戰術火箭軍駐扎地。
- 車諾比（基輔州）：過去名稱為「車諾比-2」，Duga遠程警戒雷達 Duga-2接收機。
- 柳別奇（切爾尼戈夫州）：過去名稱為「柳別奇-1」，Duga遠程警戒雷達Duga-2發射機。
- 卡利尼夫卡（尼古拉耶夫州）：Duga遠程警戒雷達 Duga-1實驗系統接收機。
- 魯奇（尼古拉耶夫州）：Duga遠程警戒雷達 Duga-1實驗系統發射機。
- 烏津（基輔州）：前蘇聯戰略航空基地。
- 聶伯城（第聶伯羅彼得羅夫斯克）——南方機械廠，南方設計局——開發預警系統，攔截系統及生產導彈的企業，前稱第聶伯羅彼得羅夫斯克機械廠（ДМЗ）。
- 若夫季沃德（聶伯彼得羅夫斯克州）：開採鈾元素。
- 利索韋：過去名稱為「基洛沃格勒-25」，部隊編號14427，負責執行支援蘇聯軍隊的核技術任務。
- 塞瓦斯托波尔：蘇聯黑海艦隊基地。

### 烏茲別克斯坦保密行政區
現存的保密行政區：
- 卡爾希-哈納巴德：空軍基地。

前保密行政區地區：
- 凱圖巴克：過去名稱為「阿拉爾斯克-7」，1948年起至1992年止這裏是蘇聯細菌戰研究和實驗基地。

### 爱沙尼亚保密行政区
- 锡拉迈埃：在波罗的海海滨，紧邻纳尔瓦。是铀的矿冶厂，从1950年–1989年生产了98,681吨氧化铀；从1982年–1989年还生产了1354.7含量为2–4.4%的浓缩铀（这个浓度适合做压水堆核燃料）；至今还生产铈、钽、稀土金属等。至今，该地80%的人口是俄罗斯族。
- 帕尔迪斯基：在塔林以西，过去是苏联海军波罗的海舰队的一个核潜艇训练基地，有两座陆上的核潜艇的人员训练用反应堆。1994年，俄罗斯海军撤离此地；1995年，两座陆上反应堆退役。

### 塔吉克斯坦保密行政區
現存的保密行政區：
- 努雷克：俄羅斯太空軍的太空監測站Okno坐落於此。

前保密行政區地區：
- 契卡洛夫斯克 (塔吉克斯坦)：開採濃縮鈾。

### 哈萨克保密行政区
三个保密行政区，迄今均在俄罗斯租借使用之下：
- 拜科努尔市，1995年之前称作列宁斯克。苏联最大的航天发射基地。
- 库尔恰托夫市（英语：Kurchatov, Kazakhstan），过去作为保密行政区的名称是「塞米巴拉金斯克-16」，是塞米巴拉金斯克核爆炸试验基地。
- 普里奥焦尔斯克 (巴尔喀什湖)（英语：Priozersk,_Kazakhstan）（意译为「滨湖城」）[2]，位于巴尔喀什湖西岸，1956年建立的第10国家反导防御科学研究试验靶场（即著名的萨雷沙甘反弹道导弹靶场）[3][4]。

前保密行政區地區：
- 阿拉木圖：生產生化武器（生產武器級的炭疽及其他武器化的微生物媒介）[5]。
- 斯捷普諾戈爾斯克：過去名稱為「切利諾格勒-25」和「馬金斯克-2」（阿克莫拉州），是Biopreparat的工廠，生產生化武器。
- 查幹，過去名稱為「塞米巴拉金斯克-4」（東哈薩克州），前蘇聯戰略空軍基地。
- 恩巴-5：位於阿克托貝州的前蘇聯火箭軍及國土防空軍靶場。
- 阿拉爾 (哈薩克斯坦)：戰略火箭軍實驗基地（軍事編號41167）。

### 吉爾吉斯保密行政區
現存的保密行政區：
- 卡拉科尔 (吉尔吉斯斯坦)：反潛魚雷試驗基地。
- 卡拉巴塔：海軍第338通訊中心「馬廖夫」。

前保密行政區地區：
- 邁盧蘇：開採濃縮鈾。

### 拉脫維亞保密行政區
- 葉爾加瓦：空軍攔截機基地。
- 扎利特：存有火箭彈發射器系統。
- 印楚卡倫斯：無線電中心發射站。
- 伊爾貝恩：過去名稱為「雲特史比斯-8」，“紅星”太空偵察站坐落於此。
- 凱卡瓦：R-12德維納河飛彈系統坐落於此。
- 利加特內：情報指揮中心。
- 利耶帕亞：海軍基地。
- 斯克倫達：彈道導彈預警系統Daryal坐落於此（於1991年停止運作並移交給拉脫維亞，其後在1995年5月4日拆除）。
- 錫古爾達：蘇軍秘密通訊中心及地堡，用以保護政府高層人員免受核打擊的傷害，地堡坐落於療養院之下。
- 特爾韋特：火箭彈發射器系統坐落於此。

## 其他国家的封闭城市

### 沙特阿拉伯
沙特阿拉伯的两大伊斯兰教圣城麦加和麦地那严格禁止非穆斯林（卡菲勒）进入，违者将遭到逮捕起诉、拘留审查和遣返。

## 延伸閱讀
- Bukharin, Oleg (September/October 1998). "Retooling Russia's Nuclear Cities"（页面存档备份，存于）. The Bulletin of the Atomic Scientists – Educational Foundation for Nuclear Science.
- Feshbach, Murray. . The Seattle Times. July 18, 1993  [13 January 2015]. （原始内容存档于2016-01-10）.
- Sneider, Daniel. . The Christian Science Monitor. February 4, 1992  [13 January 2015]. （原始内容存档于2020-10-28）.

## 外部連結
- Current list of (acknowledged) closed cities/areas from the Russian Federation Administration website) （英文）
- NCI website （英文）
- Global Security article on ZATO（页面存档备份，存于） （英文）
- （俄文）
- http://www.seu.ru/cci/lib/books/bioweapon/vved1.htm（页面存档备份，存于） （俄文）
- http://www.znam.my1.ru（页面存档备份，存于） （俄文）